# Луитгард фон Церинген (дъщеря на Бертхолд I)
Луитгард фон Церинген (на немски: Liutgard von Zähringen; † 18 март или 9 август 1119) е принцеса от род Церинги от Каринтия и чрез женитби маркграфиня в Нордгау и графиня на Грьоглинг и Отенбург. Съоснователка е на манастири.

## Биография
Тя е дъщеря на Бертхолд I фон Церинген, херцог на Каринтия († 1078), и на първата му съпруга Рихвара от Швабия († пр. 1056).
Луитгард основава през 1103 – 1098 г. манастир Кастл при Амберг заедно с брат си Гебхард III фон Церинген, епископ на Констанц, и ок. 1118 г., заедно със синът си Диполд III фон Фобург, манастир Райхенбах на Реген. Тя грижи за заселването на бенедиктински монаси от манастрир Кастл.

## Фамилия
Луитгард се омъжва за Диполд II фон Фобург († 7 август 1078) от фамилията на Рапотоните, маркграф в Нордгау. Той е убит през 1078 г. в битката при Мелрихщат. Te имат децата:
- Диполд III фон Фобург (* 1075; † 8 април 1146), баща на Адела, омъжена 1147 (разведена 1153) за Фридрих I Барбароса
- Конрад (1110)
- Аделхайд фон Мохентал († 1 декември 1125, духовничка), омъжена за граф Хайнрих I фон Берг († 24 септември пр. 1116 като монах в Цвифалтен)
- Хедвиг, омъжена за граф Волфрам II фон Абенберг

Луитгард се омъжва втори път след август 1078 г. за граф Ернст I фон Грьоглинг и Отенбург. Тя е втората му съпруга.